# Stenia styxalis
Stenia styxalis là một loài bướm đêm trong họ Crambidae.